# 제니 몰런
제니 몰런(Jenny Mollen, 1979년 5월 30일 ~ )은 미국의 배우이다.

## 출연 작품
- 아마추어 나이트 (2016)
- 익스트랙티드 (2012)
- 크레이지, 스투피드, 러브 (2011)
- 오프 더 렛지 (2009)
- 마이 베프 걸 (2008)
- 다크 메모리즈 (2006)
- 바탈리언 5 (2005)
- 디.이.비.에스. (2004)